# Sunjong
Sunjong, cesarz Yunghui (ur. 25 marca 1874 w Seulu, zm. 24 kwietnia 1926 tamże) – ostatni cesarz Korei, z dynastii Joseon.

## Zarys biografii
Wstąpił na tron w 1907, po abdykacji ojca – Gojonga. Panował do aneksji Korei przez Japonię w 1910. 22 sierpnia tegoż roku za namową Lee Wan-Yonga podpisał traktat aneksyjny swojego kraju.
Był dwukrotnie żonaty. Pierwsza żona – Sunmyeong, córka jednego z przywódców arystokracji koreańskiej Min Tae-ho, zmarła przed intronizacją męża. Drugą żoną była Sunjeong, ostatnia cesarzowa Korei. Oba małżeństwa cesarza pozostały bezdzietne.